# LVR-RömerMuseum Xanten
Das LVR-RömerMuseum Xanten ist der Nachfolger des Regionalmuseums Xanten (RMX), welches sich bis 2007 in der niederrheinischenen, zu Nordrhein-Westfalen gehörigen Stadt Xanten unweit des St. Viktor befand. Das Gebäude des neuen RömerMuseums wurde über den Fundamenten der Basilika Thermarum (Vorhalle der Großen Thermen) im LVR-Archäologischen Park Xanten (APX) errichtet und ergänzt damit den 1999 eröffneten Thermenschutzbau, welcher über den eigentlichen Baderäumen errichtet wurde.
Ziel des Gebäudes ist es, die römischen Funde so nahe wie möglich an ihrem Fundort zu präsentieren. Gleichzeitig ist das Museum selbst ein Schutzbau für die im Untergeschoss sichtbaren ausgegrabenen Fundamente der Vorhalle.

## Bau des Museums

### Verlegung des RömerMuseums in den APX

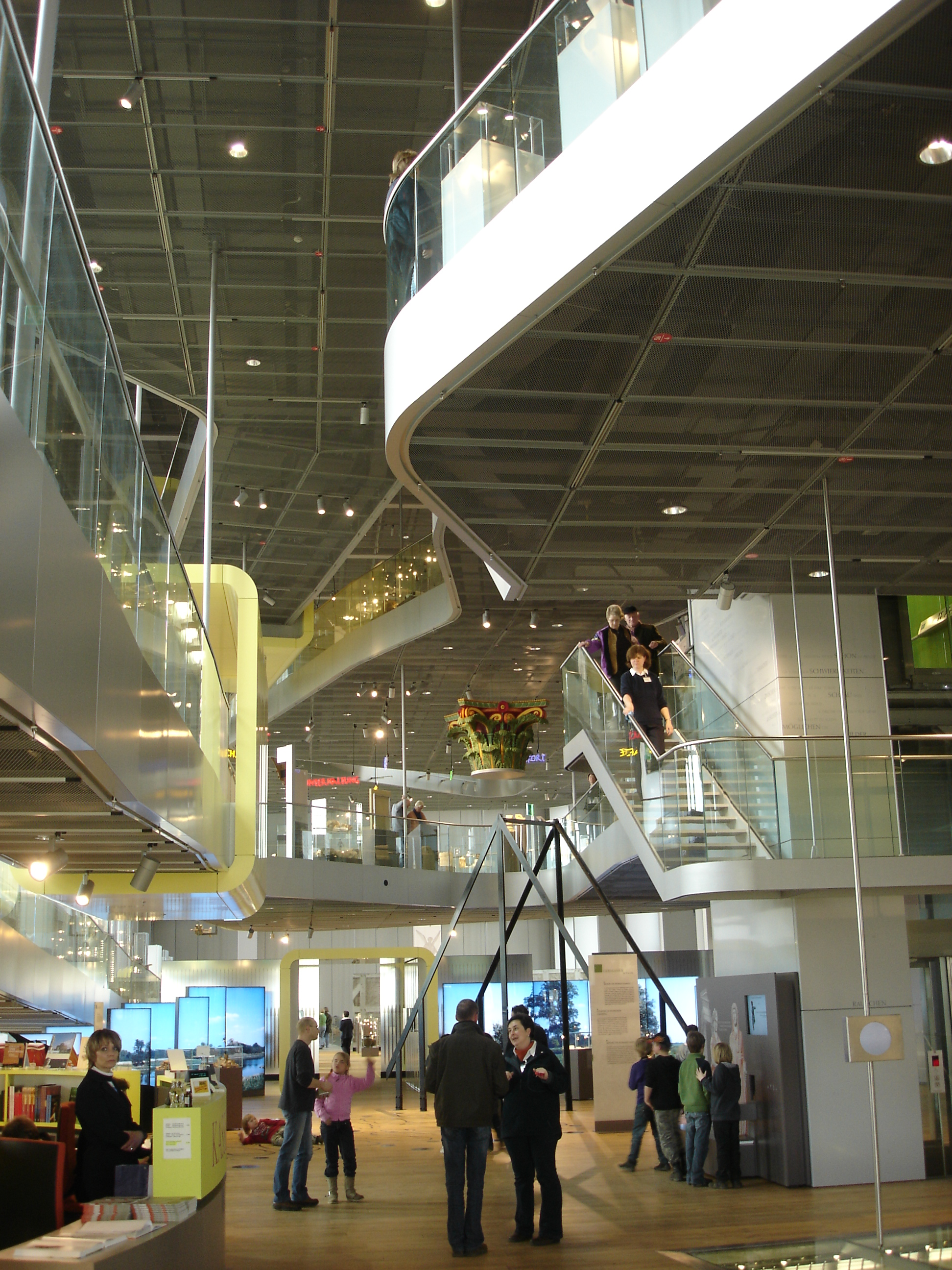
Im Eingangsbereich des Museums

Baubeginn für das Gebäude, welches von den Architekten Gatermann + Schossig aus Köln in Anlehnung an das römische Gebäude geplant wurde, war im September 2005. Das Richtfest fand am 30. Mai 2006 statt. Eröffnet wurde das Museum am 16. August 2008.
Die Basilika Thermarum war die Eingangshalle des römischen Stadtbads. Wozu der riesige Innenraum in römischer Zeit einmal diente, weiß man nicht genau. Vermutlich nutzte man ihn je nach Wetter für Gymnastik und Ballspiele oder gelegentlich auch für Konzerte oder Theateraufführungen. Sie war der größte Raum der Thermen und gleichzeitig eines der größten Gebäude der ganzen Colonia. Auf einer Grundfläche von gut 70 mal 22 Meter erhob die Halle sich bis zu einer Höhe von fast 25 Metern. Entsprechend stark dimensioniert sind ihre massiven, gut erhaltenen Grundmauern. Auf ihnen ruhen heute 14 mächtige Stahlrahmen, die den gesamten Museumsbau tragen.
Die Fassade besteht aus verglasten Stahlpaneelen und Fenstern, die Ausblicke in die historische Landschaft bieten. Mit dieser Fassade und dem roten Blechsatteldach fügten die Kölner Architekten Gatermann + Schossig das RömerMuseum nahtlos an den bereits 1999 eröffneten Thermenschutzbau an (vom Architekturbüro IPP Polonyi & Partner).
Das Gebäude hat wie sein römischer Vorgänger keine durchgehenden Geschosse, sondern zeigt die Höhe des antiken Innenraums. In diesem Raum wird die Dauerausstellung auf einer Folge von gleichsam schwebenden Rampen und Ebenen präsentiert. Die auf unterschiedlichen Höhen von der Decke abgehängten Flächen führen die Besucher auf einen Rundgang durch die römische Geschichte bis hoch unter das Museumsdach.

### Barrierefreiheit

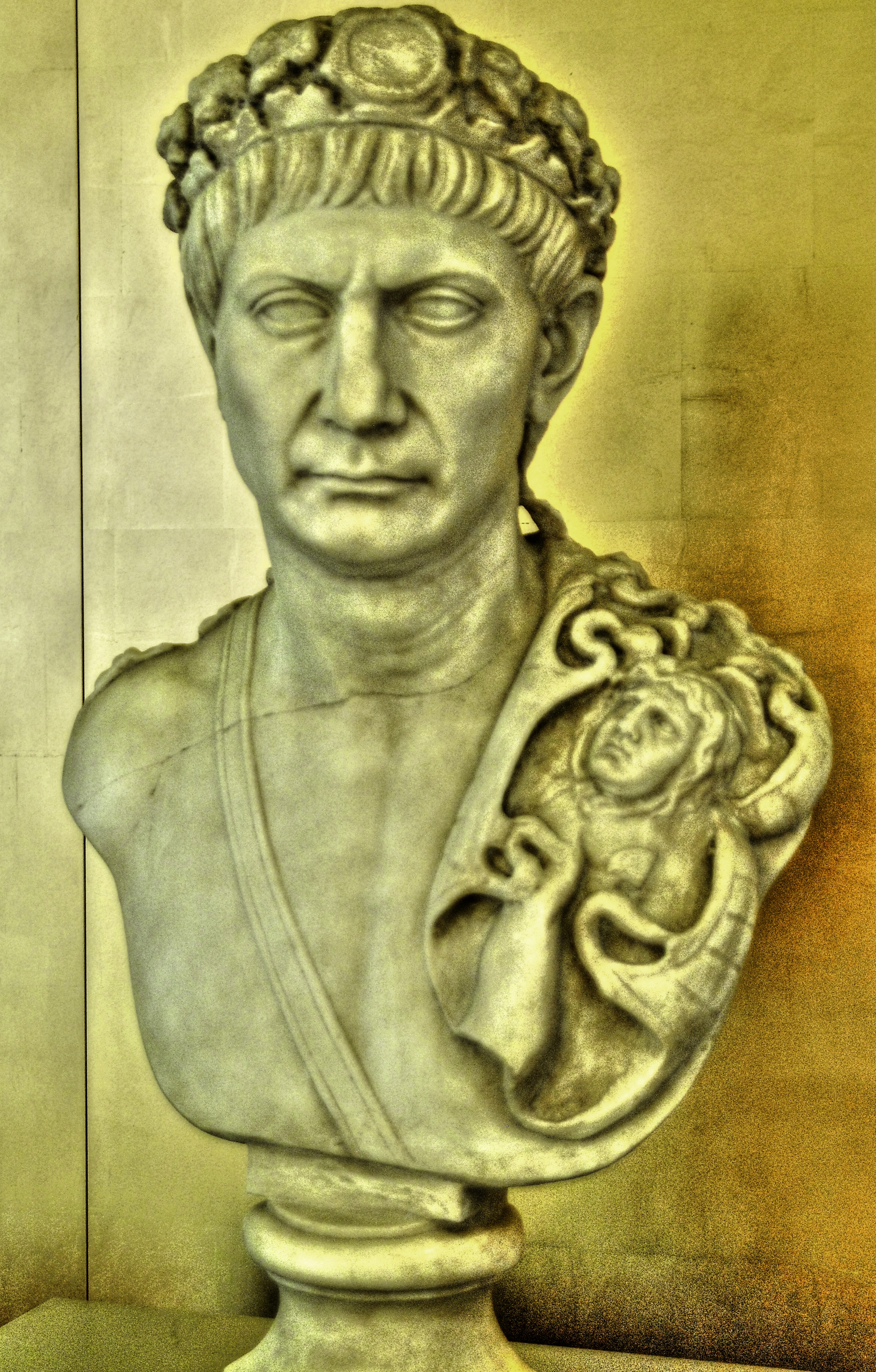
Marcus Ulpius Traianus

Im RömerMuseum wurde auch an die Barrierefreiheit gedacht. Es ist komplett barrierefrei eingerichtet. Auf den Rampen wechseln waagerechte und ansteigende Bereiche sich ab, und die Steigung beträgt maximal sechs Prozent. Neben gesonderten Handläufen verfügt das Museum über einen speziellen Aufzug, den Menschen mit eingeschränkter Mobilität nutzen können.
Auch die Medienangebote der Ausstellung sehen Anpassungen an die Bedürfnisse von Menschen mit Behinderung vor. Neben gut lesbaren Texten gibt es Stationen, an denen man originale römische Objekte anfassen und ertasten kann. Hörspiele vermitteln einen lebendigen Eindruck von den Menschen und ihrem Leben in der römischen Stadt.

### Energetisches Konzept
Das Gebäude orientiert sich an den Standards des Landschaftsverbandes Rheinland für Ökologisches Bauen. Dabei ist besonders die Erzeugung von Kälte und Wärme für das Gebäude wichtig. 36 Erdsonden und zwei Wärmepumpen mit Wärmetauscher sorgen auf umweltfreundliche Weise für Kühlung im Sommer und Wärme im Winter. Die mittels Geothermie (Nutzung von Erdwärme) gewonnene Energie wird unter anderem über Heiz- und Kühldecken im Museumsgebäude verteilt.

### Umrüstung auf LED
Die Beleuchtung im LVR-RömerMuseum wurde von Januar bis Juni 2017 auf energieeffiziente LED-Technik umgerüstet. Dadurch verringerte sich der Energieverbrauch des Museums deutlich, und die Emissionen von Kohlendioxid werden in der Folge um mehr als 50 Tonnen jährlich reduziert.

### Lage innerhalb des APX

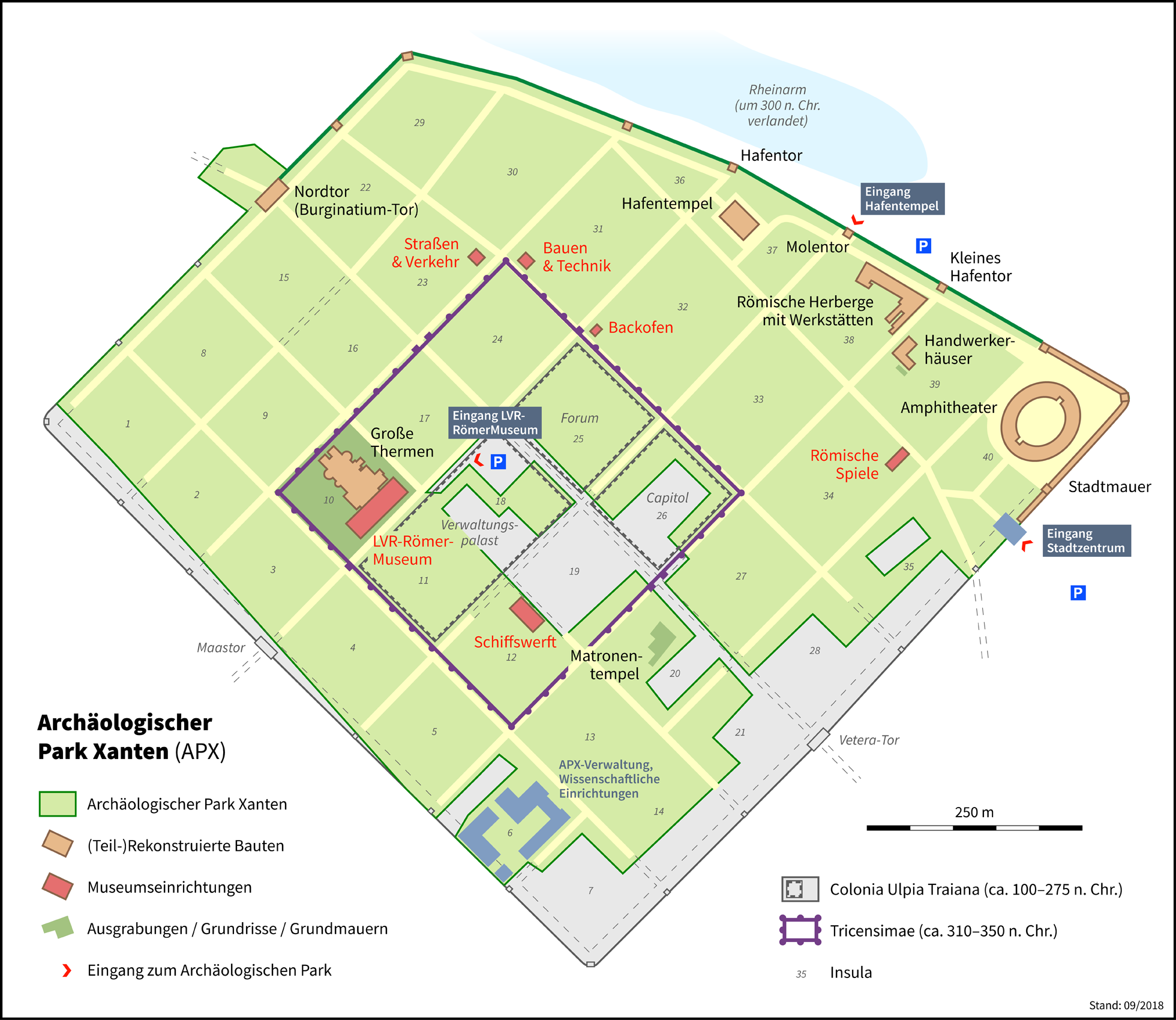
Auf der Insula 10 bilden der Thermenschutzbau und das Römermuseum eine Einheit.

Das RömerMuseum liegt im Zentrum des APX. Das ist bedingt durch die ehemalige Lage des Stadtbades mit seiner großen Vorhalle (Basilika) in der Nähe des Forums und des Kapitols der Colonia Ulpia Traiana. Neben diesen zwei zentralen Insula-Bebauungen (Insulae 25 und 26) war diese Basilika – als Baukomplex mit den Badegebäuden und der Randbebauung der Insula 10 – eines der großen Monumentalgebäude.

## Dauerausstellung
Die Ausstellung von 2008 wurde vom Atelier Brückner aus Stuttgart gestaltet. Zu den Exponaten des Museums zählen, neben verschiedenen in der CUT ausgegrabenen Objekten auch die Grundmauern der Thermen selbst, welche bis zur Eröffnung des RömerMuseums eine Außenstelle des APX waren, sowie der sogenannte germanische Batimodus-Grabstein.

### Halle der Basilika

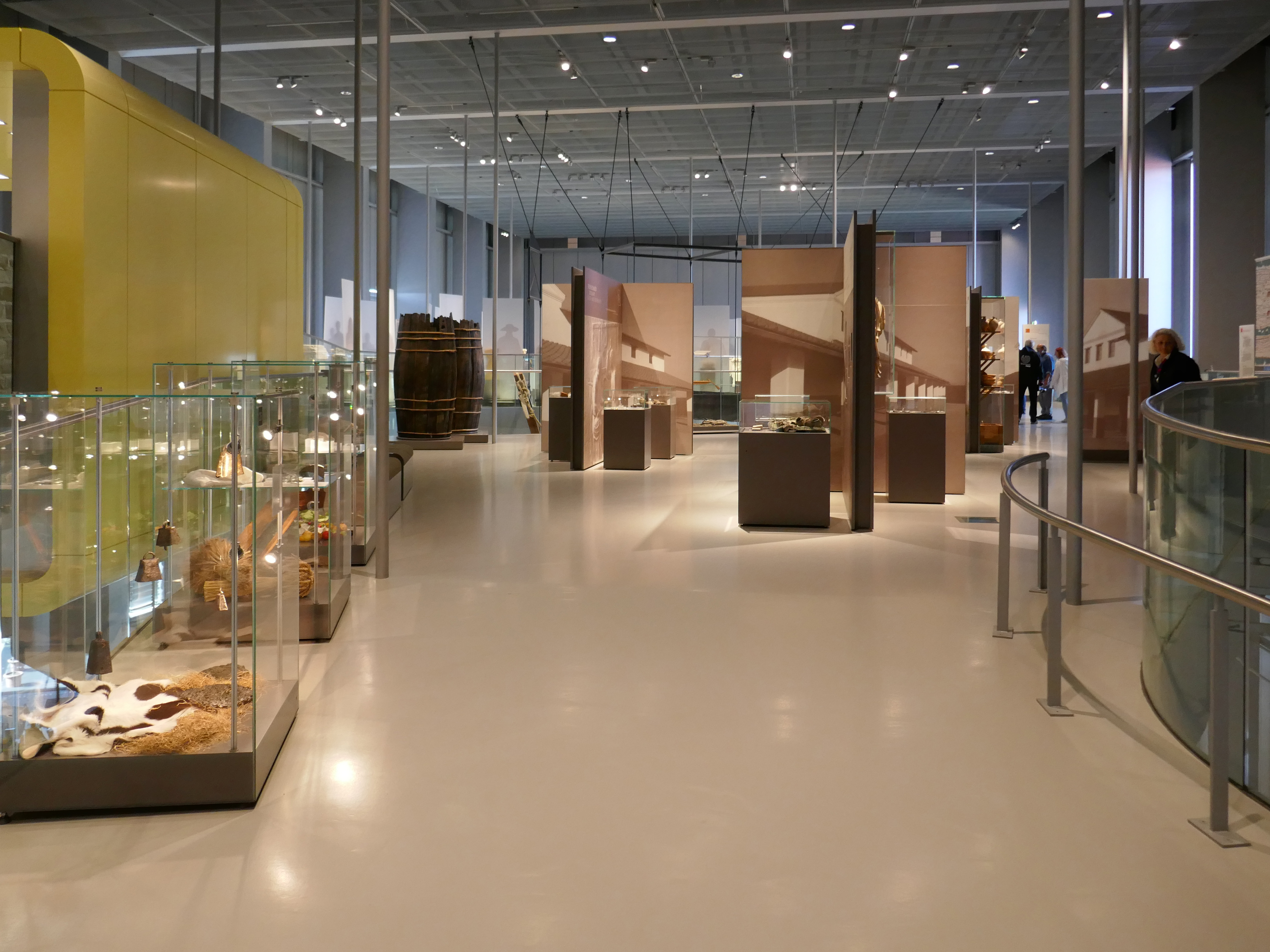
Ein Teil der Dauerausstellung

Die Dauerausstellung führt vom Foyer aus mit Hilfe von hängenden Rampen und dazwischen eingefügten Ebenen durch die große, luftige Halle, die sich damit in ihrer ganzen Raumdimension präsentiert.

#### Auftakt: Großquader und Spuren
Sie beginnt bereits vor dem Museum mit einer Ansammlung römischer Großquader. Sie wurden aus den Ruinen der römischen Stadt entwendet, fanden aber als tonnenschwere Steinquader zurück in die Colonia. Sie deuten an, welche ungeheuren Massen an Steinmaterial die Römer an den Niederrhein transportierten, bevor diese in späteren Zeiten ein Opfer des Steinraubs wurden.
Im Erdgeschoss des Museums öffnet sich die Basilika auf ganzer Länge. Im Foyer ist eine fast 30 Quadratmeter große römische Bodenschicht begehbar unter Glas in den Boden eingelassen. Antike Fußspuren und Abdrücke von Tierpfoten und Karrenrädern sollen einstimmen auf das Thema „Menschen und ihre Spuren in der Geschichte“.

#### Legionen und frühe Besiedlung

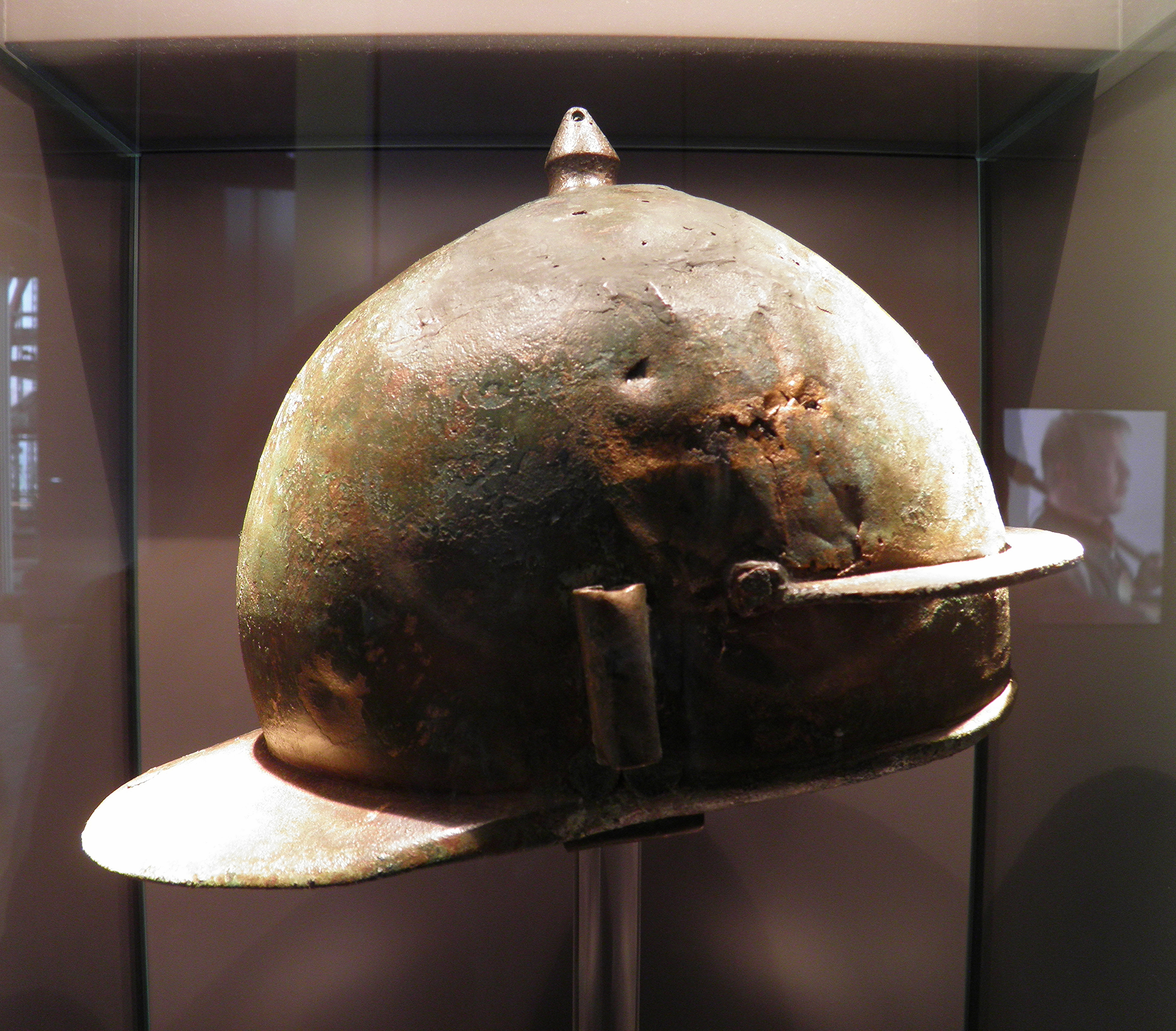
Bronzehelm eines Legionärs aus dem 1. Jahrhundert

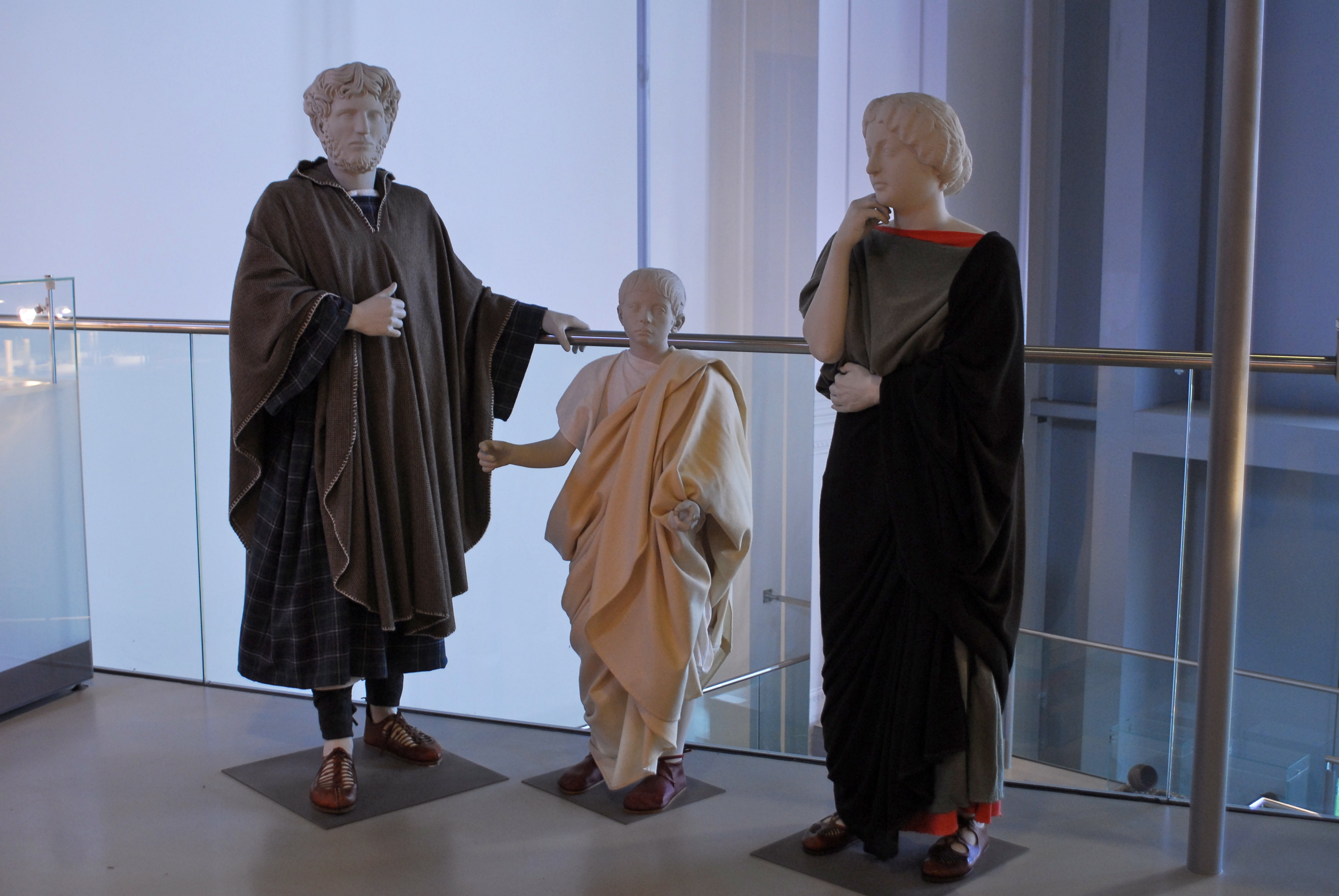
So kleideten sich die Zivilisten in der Colonia des 2. Jahrhunderts

Den Auftakt des chronologisch konzipierten Rundgangs bildet ein Bereich zu den einheimischen Verhältnissen zu der Zeit, als die römische Armee an den Rhein kam. Im Mittelpunkt steht die Darstellung eines germanischen, so genannten Wohnstallhauses, in dem Menschen und Tiere unter einem Dach lebten. Ein ausladendes Panoramabild bietet einen Ausblick in die damalige Landschaft mit Flussauen, kargen Heideböden und der zugehörigen Tierwelt.
Durch ein Kabinett, das den Einmarsch der Legionen zeigt, gelangt man in den hinteren Teil des Erdgeschosses. Eine aus Legionärshelmen gebildete „Marschkolonne“ steht hier stellvertretend für die über zehntausend Soldaten, die den Xantener Raum mit einem Schlag bevölkerten. Es handelte sich um „Fremdlinge“, die eine unbekannte Sprache benutzten und eine ganz neue Gedankenwelt mitbrachten. Die Ausstellung zeigt, woher diese Soldaten kamen, wie sie ihren enormen Bedarf an Rohstoffen und Luxusgütern deckten und welche „exotische Weltanschauung“ aus dem mediterranen Kulturkreis sich nun am Rand des Imperiums einzurichten begann. Zugleich erfährt man, wie die ersten Zivilisten sich niederließen.
Dann verlässt der Rundgang den Boden und beginnt, auf einer 70 Meter langen Rampe allmählich in die Höhe zu steigen. Hier geht es um die dramatischen Ereignisse während des römischen Bürgerkrieges nach dem Selbstmord Kaiser Neros, die zu einem verheerenden Aufstand der germanischen Bataver und dem Untergang des Xantener Legionslagers Vetera führten. Die Rampe führt durch die bedeutende Sammlung des RömerMuseums an Waffen und Ausrüstung der römischen Armee. Neben Teilen von Körperpanzern, Schwertern, Pfeil- und Lanzenspitzen ist hier auch das besterhaltene Geschütz der Antike ausgestellt.

#### Im Mittelpunkt: die Colonia

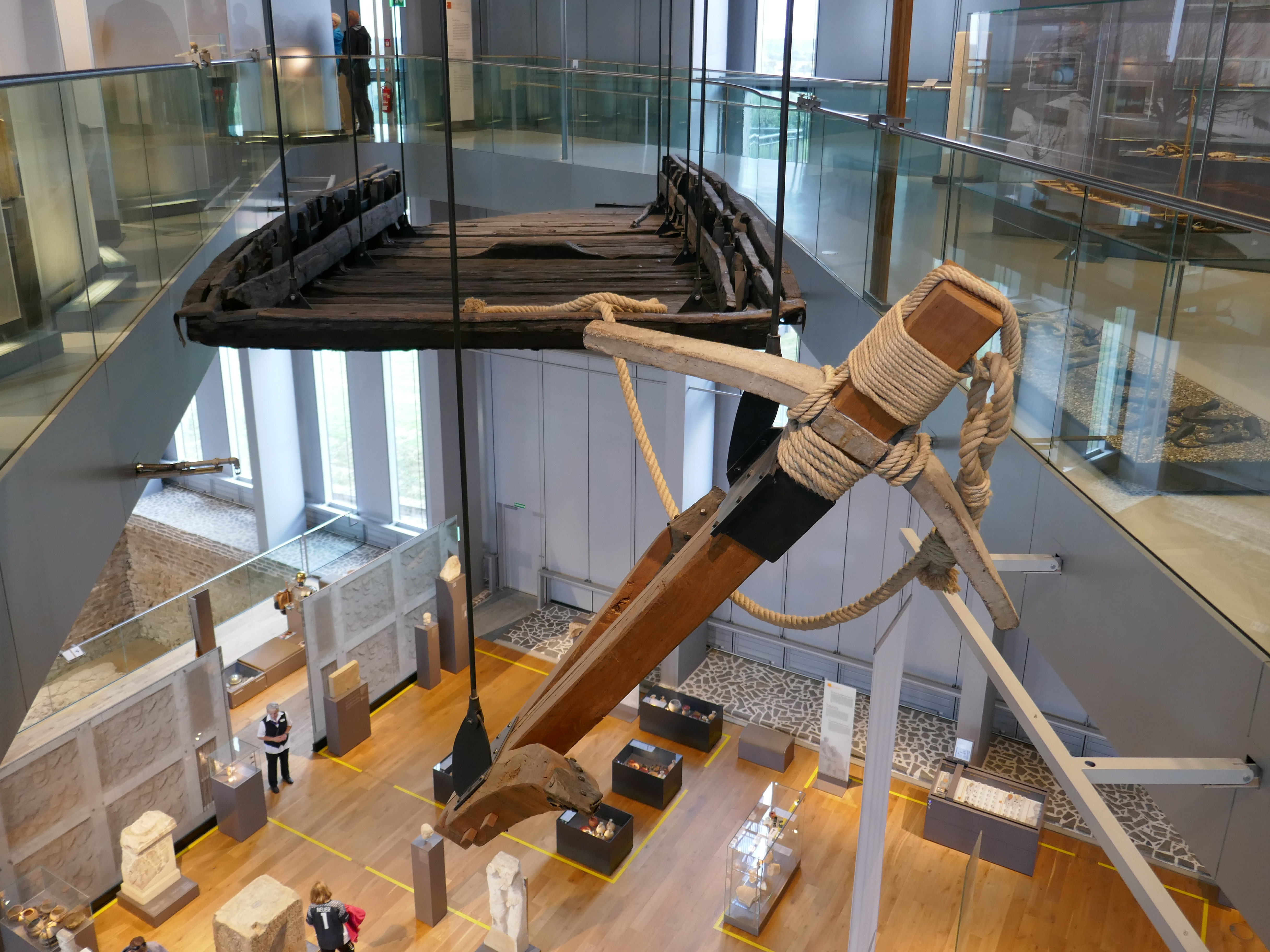
Anker und Plattbodenschiff hängen in der Halle

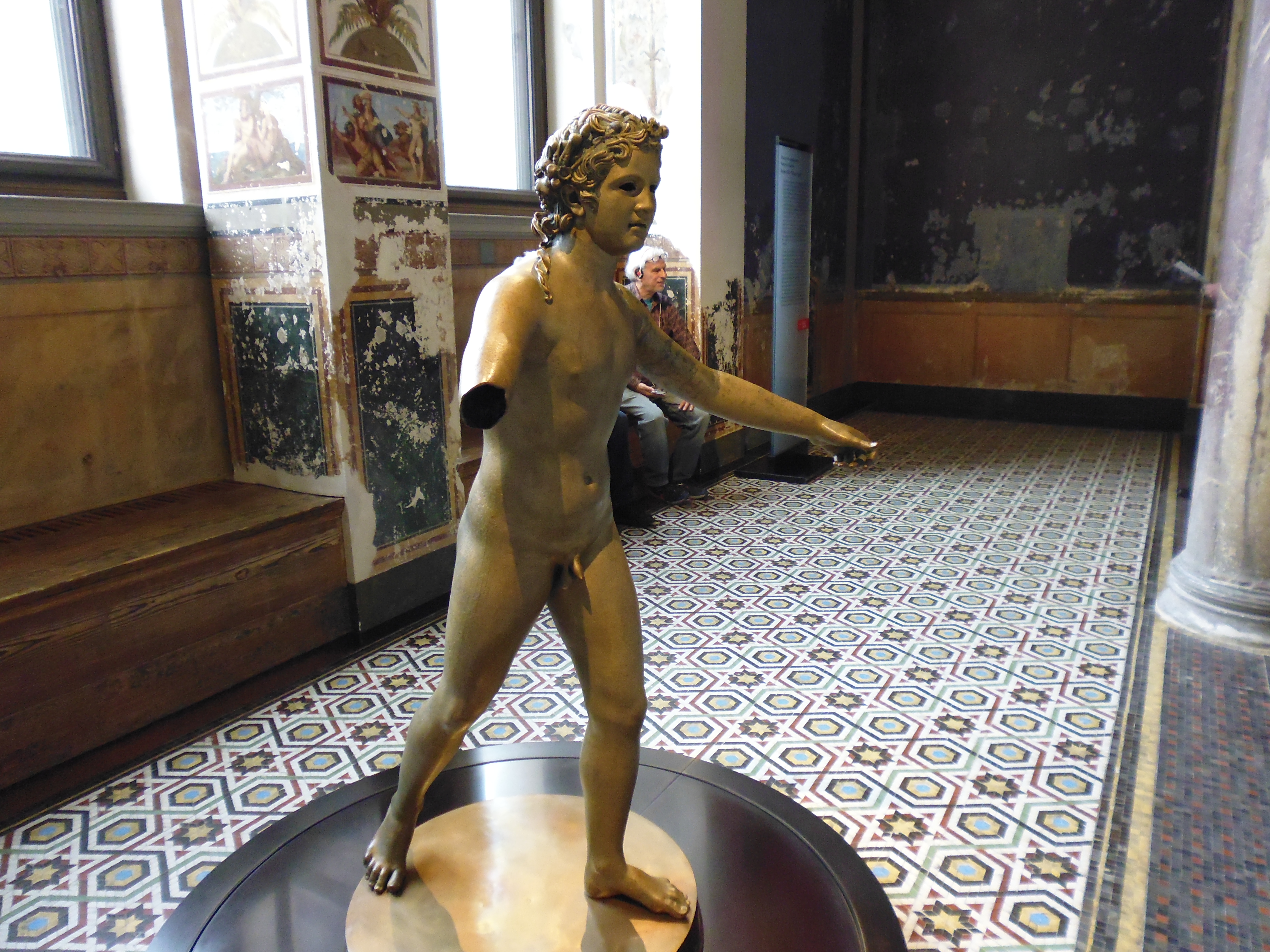
Der originale Xantener Knabe im Neuen Museum Berlin

Die Geschichte der römischen Stadt ist der eigentliche Kernbereich der Ausstellung. Man erfährt, was es bedeutete, als die zivile Siedlung um 98/99 n. Chr. in den Rang einer großstädtischen Colonia erhoben wurde und welche Leistung hinter der Errichtung der zahlreichen Monumentalbauten stand. Ein Balkon in die angrenzenden Thermen erlaubt an dieser Stelle einen direkten Blick auf die freigelegten Überreste der römischen Bäder vor Ort.
Der Rundgang führt auf die nächste Ebene mit einer riesigen Wandmalerei. Adler, schlangenbeinige Giganten, Tiere und Pflanzen liefern einen farbenprächtigen Hintergrund für den lebensgroßen Lüttinger Knaben, eine der schönsten Bronzestatuen, die auf deutschem Boden gefunden wurden (Das Original steht im Neuen Museum Berlin). Hier geht es um das häusliche Leben in der Colonia. Man sieht die Knochen des kleinsten bekannten Schoßhündchens der antiken Welt, erfährt, wie eine römische Herdstelle aussah, welchen Platz die Götter im Haus hatten, wie man sich kleidete und in der Freizeit spielte.
Auf der folgenden Ebene werden die handwerklichen und gewerblichen Arbeiten verdeutlicht, mit denen die Menschen ihren Lebensunterhalt verdienten. Für die wirtschaftliche Bedeutung der Stadt als Markt- und Handelszentrum war die Schifffahrt auf dem Rhein besonders wichtig. In diesem Bereich begegnet man einem weiteren „archäologischen Highlight“, einem römischen Lastkahn aus Holz, der frei schwebend im Luftraum zwischen zwei Ebenen „ankert“.
Im Folgenden begegnet man den Menschen, die den Xantener Raum in römischer Zeit bevölkerten. Ein Raum voller Grab- und Weihesteine veranschaulicht einzelne Lebensläufe. Hörspiele bringen die Steine zum Reden, z. B. den Veteran, der sich in der Colonia zur Ruhe setzte, die Mutter, die im fernen Lyon um ihren Sohn trauerte, die Germanin auf Einkaufsbummel in der großen Stadt. Sie erzählen von kulturellen Wurzeln, familiären Verhältnissen, militärischen Karrieren, Glaubensbekenntnissen und persönlichen Schicksalen in der Colonia Ulpia Traiana (CUT).

#### Untergang, Wiederaufbau und Wandel

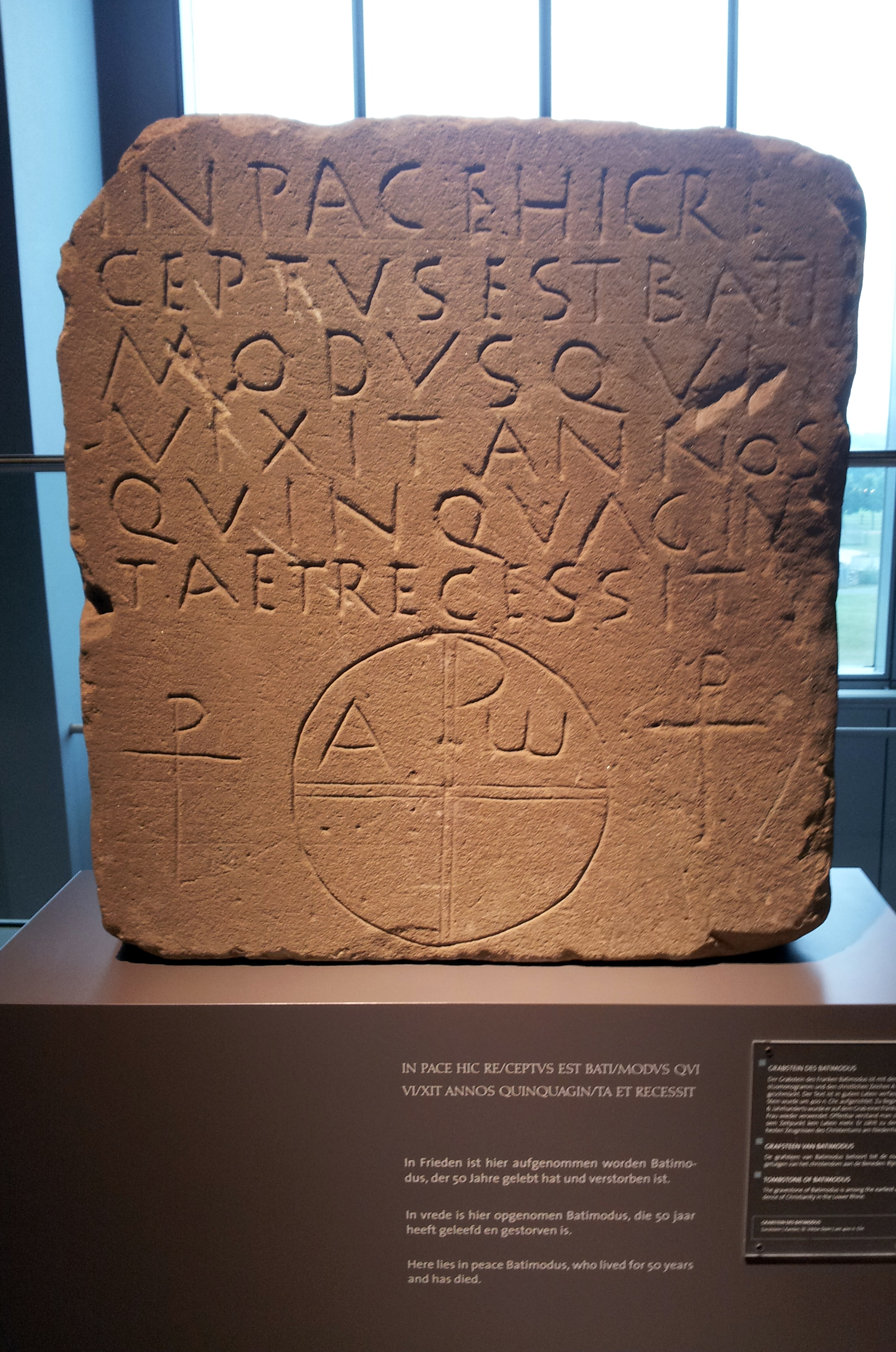
Der Grabstein des Batimodus, um 400 n. Chr.

Über eine Rampe führt der Weg weiter in ein Kabinett, das die Zerstörung der Stadt durch die germanischen Franken am Ende des 3. Jahrhunderts beleuchtet. Den folgenden Wiederaufbau dokumentieren Funde aus der alten Stadt, die damals teilweise brach lag. Die Quellen für diese dunkle Zeit sind spärlich, das Wissen oft unscharf, so dass auch in der Ausstellung manche Fragen offen bleiben.
Die letzte Ausstellungsebene erzählt, wie die Geschichte nach den Römern weitergeht. Im Zentrum steht der spätrömische und frühe fränkische Friedhof unter der Stiftskirche St. Viktor, dem das mittelalterliche Xanten seine Entstehung verdankt. Vier ausgewählte Gräber und ihre Beigaben veranschaulichen die germanischen Wurzeln der fränkischen Kultur. Sie zeigen aber auch, dass römische Traditionen weiterlebten und immer noch Kontakte mit dem Mittelmeerraum bestanden. Ein Panoramafenster lenkt den Blick an dieser höchsten Stelle der Ausstellung direkt auf die Türme des Xantener Doms.
Der Abgang aus dem Museum führt vor Augen, wie bruchstückhaft das Wissen über die Vergangenheit oft ist. Die meisten materiellen Überreste wurden entwendet, Stoffe und Holz sind vergangen, Gerüche verflogen. Der Kreis schließt sich, wenn man das Museum mit diesen Eindrücken verlässt und wieder in den Archäologischen Park (APX) mit seinen Ausgrabungen und Rekonstruktionen eintritt.

### Untergeschoss
Im Untergeschoss liegen ein moderner Vortragsraum und ein Bereich für Wechselausstellungen. Besonders eindrucksvoll ist hier der Blick auf die römische Grundmauer, die auf einer Länge von rund 70 Metern fünf Meter hoch erhalten ist. An ihrer Nordwestecke sind zudem die Überreste von zwei gewerblich genutzten Becken zu sehen, die aus der älteren römischen Zeit vor der Errichtung der Thermen stammen.

### Thermenschutzbau

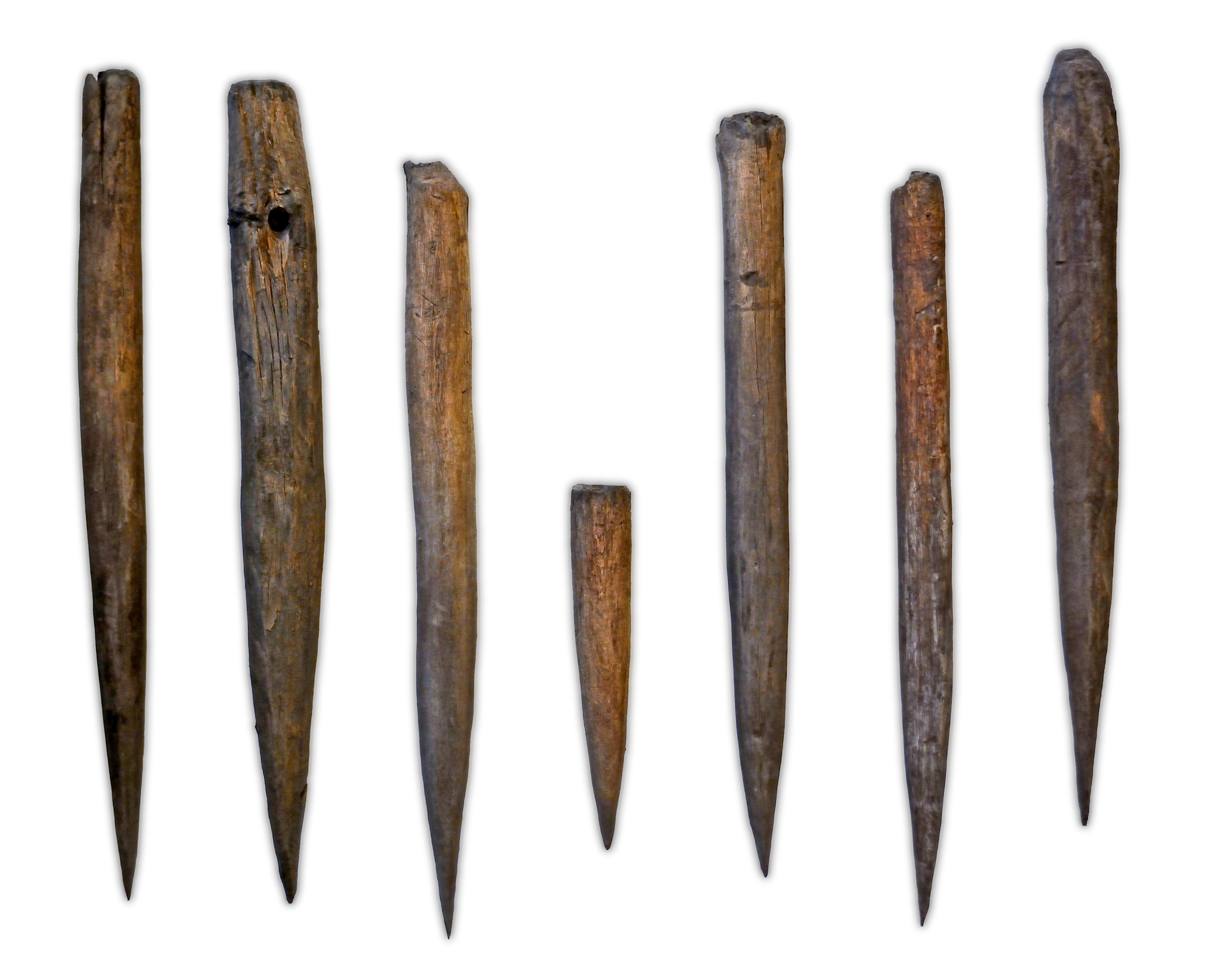
Gründungspfähle für das Fundament der Thermen

Dadurch, dass die riesige Vorhalle der Großen Thermen in ihrer monumentalen Dimension als RömerMuseum nachgebaut und ausgebaut werden konnte – sie ist ja nicht als Rekonstruktion gedacht –, ergibt sich der erwünschte Effekt, dass die Thermen ein Teil des Museums geworden sind. Und es ist gelungen, die gesamten Thermenanlage zu einer Einheit werden zu lassen.
Über dem Badetrakt der Großen Thermen erhebt sich ein lichtes Gebäude aus Stahl und Glas. Es schützt die ausgegrabenen Bäder vor Regen und Sonne und zeigt zugleich die imposanten Dimensionen der antiken Architektur. Laufstege führen die Besucher über die originalen Überreste von Badebecken, Feuerstellen und Heizkanälen.
Die aufgehende Architektur der Thermen ließ sich anhand des Grundrisses und statischer Erwägungen recht genau rekonstruieren. Jeder der großen, saalartigen Baderäume besaß ein Tonnengewölbe, das quer zur Längsachse des Bauwerks lag. Während die Hauptlast dieser Gewölbe nach unten auf die Grundmauern einwirkte, wurden die zur Seite wirkenden Kräfte von verstärkten Außenmauern und einer Art Kreuzgratgewölbe in der Mitte des Bauwerkes aufgefangen. Von außen vermittelt besonders die komplexe Dachlandschaft des Schutzbaus einen Eindruck von der aufwändigen Bauform.
Die Glaswände des Schutzbaus sind mit einem „unrömischen“ Punktraster bedruckt, das die Wärmeeinstrahlung reduziert und dennoch genügend Tageslicht hineinlässt. Das Raster erzeugt eine gewisse optische Geschlossenheit der Fassade und schützt besonders die Vögel. An den Unterkanten ist die Glasfassade offen, um immer eine gute Durchlüftung zu gewährleisten.
Im Inneren des Schutzbaus gibt die moderne Stahlkonstruktion weitere Aufschlüsse über die eindrucksvollen Raumdimensionen. Rot gefärbte Stahlträger markieren die einstige Position von Pfeilern, Wänden und Gewölben. Wer zuvor die vollständig rekonstruierten Baderäume der Herberge besucht hat, vermag sich hier noch besser vorzustellen, welche prachtvolle Wirkung die größeren Bäder mit ihrer kostbaren Einrichtung, den farbigen Wandmalereien und den spiegelnden Wasserflächen einst entfaltet haben.
Der Badetrakt, der heute unter dem großen Schutzbau liegt, war das Herzstück einer großflächigen Anlage in der Nähe des römischen Stadtzentrums. Um einen weiten Innenhof gruppierten sich Säulengänge mit Ladenzeilen, Latrinen, ein Wasserturm und eine riesige Eingangshalle. Wie die heutigen „Wellness-Paläste“ und Thermalbäder bot diese Anlage alles, was Körper und Geist zur Entspannung benötigen.
Die eigentlichen Bäder lagen in großen, prächtig ausgestatteten Räumen. Böden und Wände waren mit Marmor verkleidet, Säulen und Außenfassade kunstvoll gestaltet. Die verschiedenen Baderäume lagen entsprechend ihrer Nutzung hintereinander aufgereiht. Man konnte nach Belieben zwischen den unterschiedlich temperierten Räumen wechseln oder Pausen an der frischen Luft und in seitlichen Ruheräumen einlegen.

## Sonderausstellungen

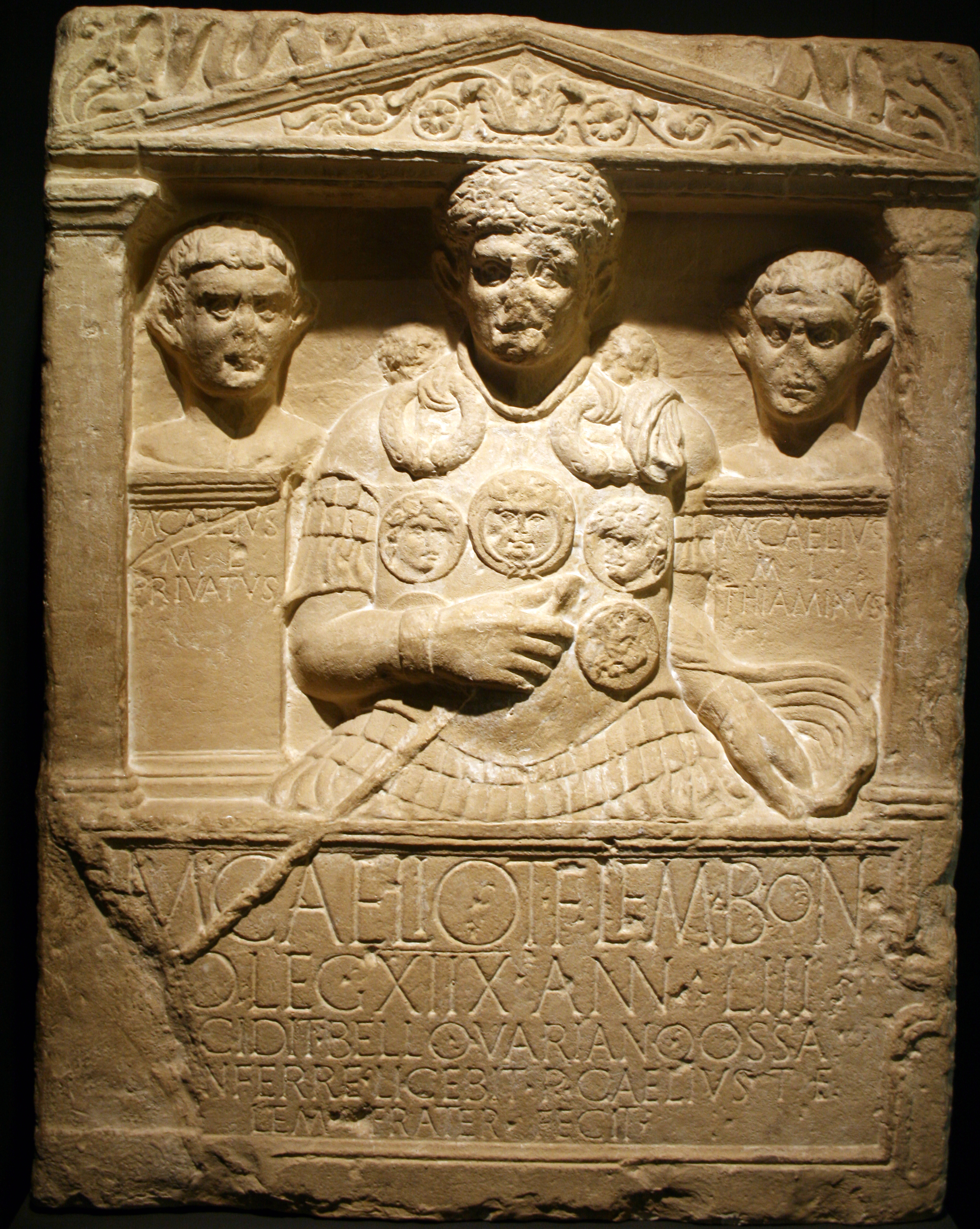
Grabstein des Marcus Caelius

Neben der Dauerausstellung über die CUT werden auch Sonderausstellungen gezeigt. So widmete sich vom 24. April bis 30. August 2009 die Ausstellung Marcus Caelius – Tod in der Varusschlacht dem 2000 Jahre zuvor in der Varusschlacht gefallenen Offizier Marcus Caelius und seinem in Xanten aufgefundenem Kenotaph, dem Caeliusstein.
Im Jahr 2012 gab es unter dem Motto Carpe diem eine Ausstellung mit Fotografien von Axel Thünker.
Vom 27. Juli bis 25. November 2018 wurde eine Sonderausstellung mit dem Titel Warenwege/Warenflüsse Handel, Logistik und Transport am römischen Niederrhein durchgeführt.

## Leitung des RömerMuseums
Wissenschaftlicher Referent und damit Leiter des RömerMuseums war zunächst Hans-Joachim Schalles. Ihm folgte im Juli 2010 kommissarisch und im Juli 2011 etatmäßig Marcus Reuter. Von 2012 bis 2016 leitete Charlotte Schreiter das Museum. Seit 2019 liegt die Leitung in den Händen von Christoph Eger.

## Vorübergehender Nebeneingang des APX
Das Museum diente seit der Parkerweiterung 2009 auch als Nebeneingang des Archäologischen Parks. Zuvor war es durch die B 57 vom Park getrennt. Seit dem Jahr 2019 gibt es einen neuen Zugang zum APX und speziell zum RömerMuseum auf der SW-Seite des Parks. Dort befindet sich auch ein neuer Parkplatz, der eine bessere Erreichbarkeit vom Bahnhof Xanten her ermöglicht.

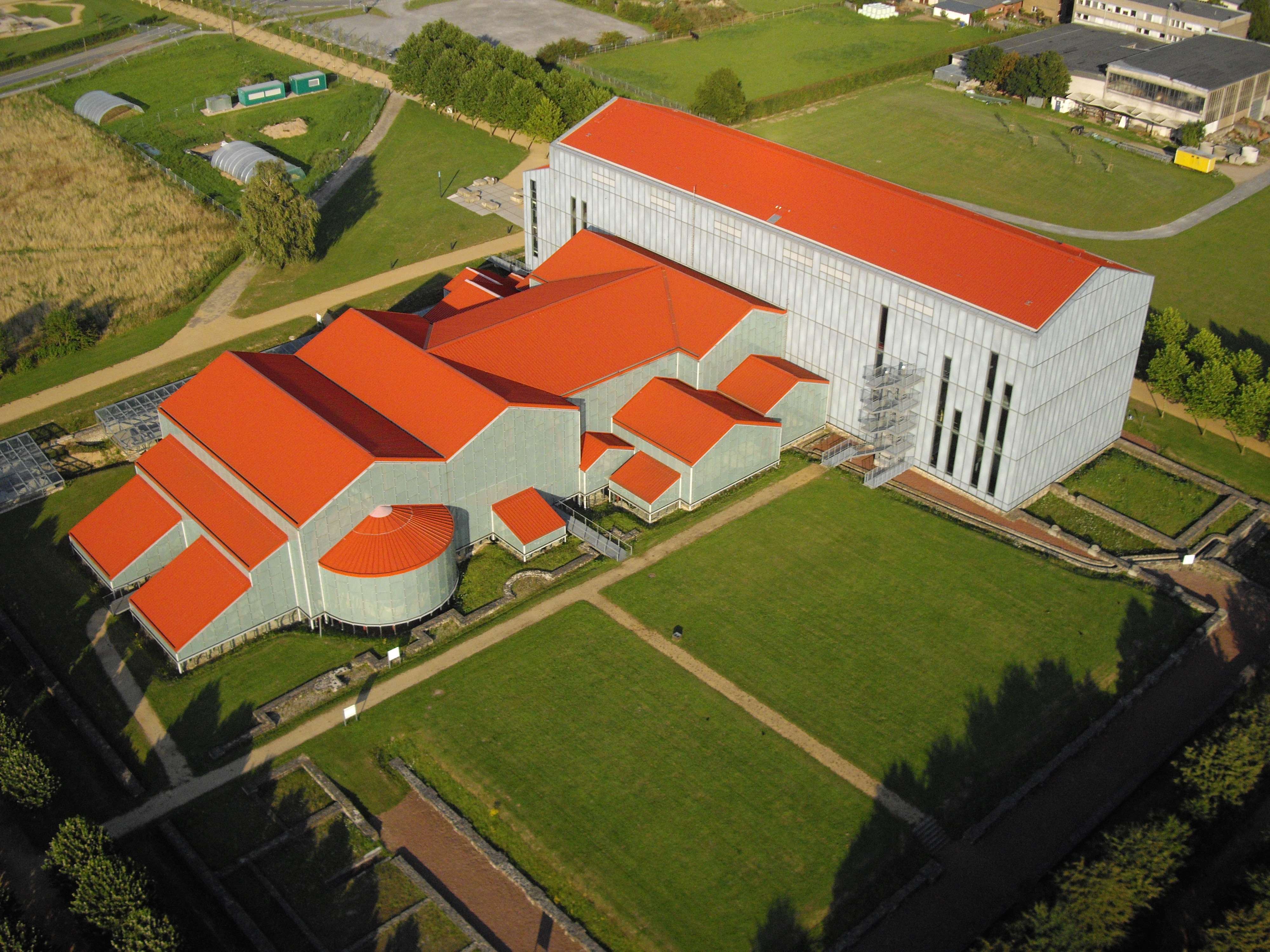
Gesamtansicht des RömerMuseums
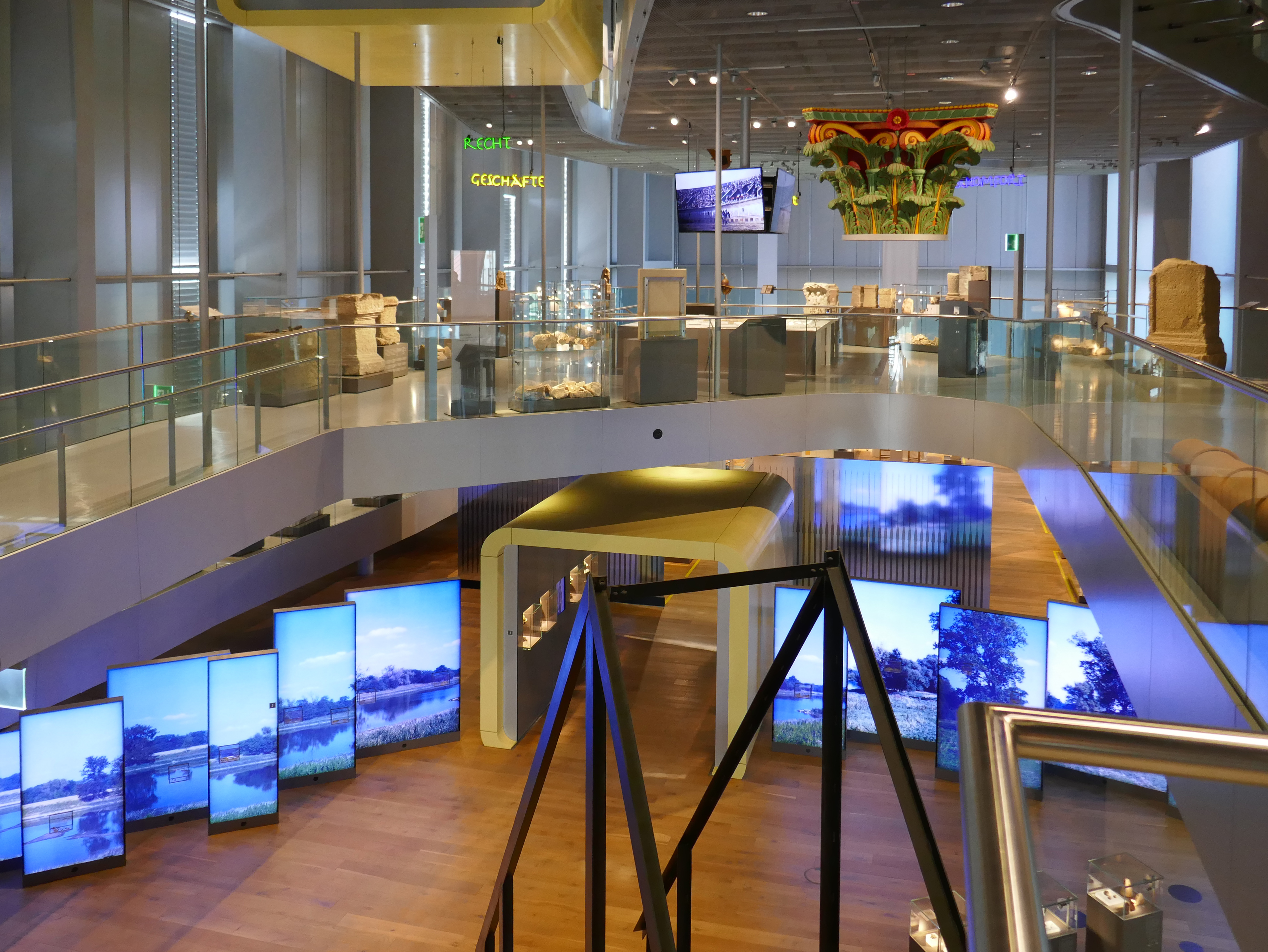
Die Ausstellung
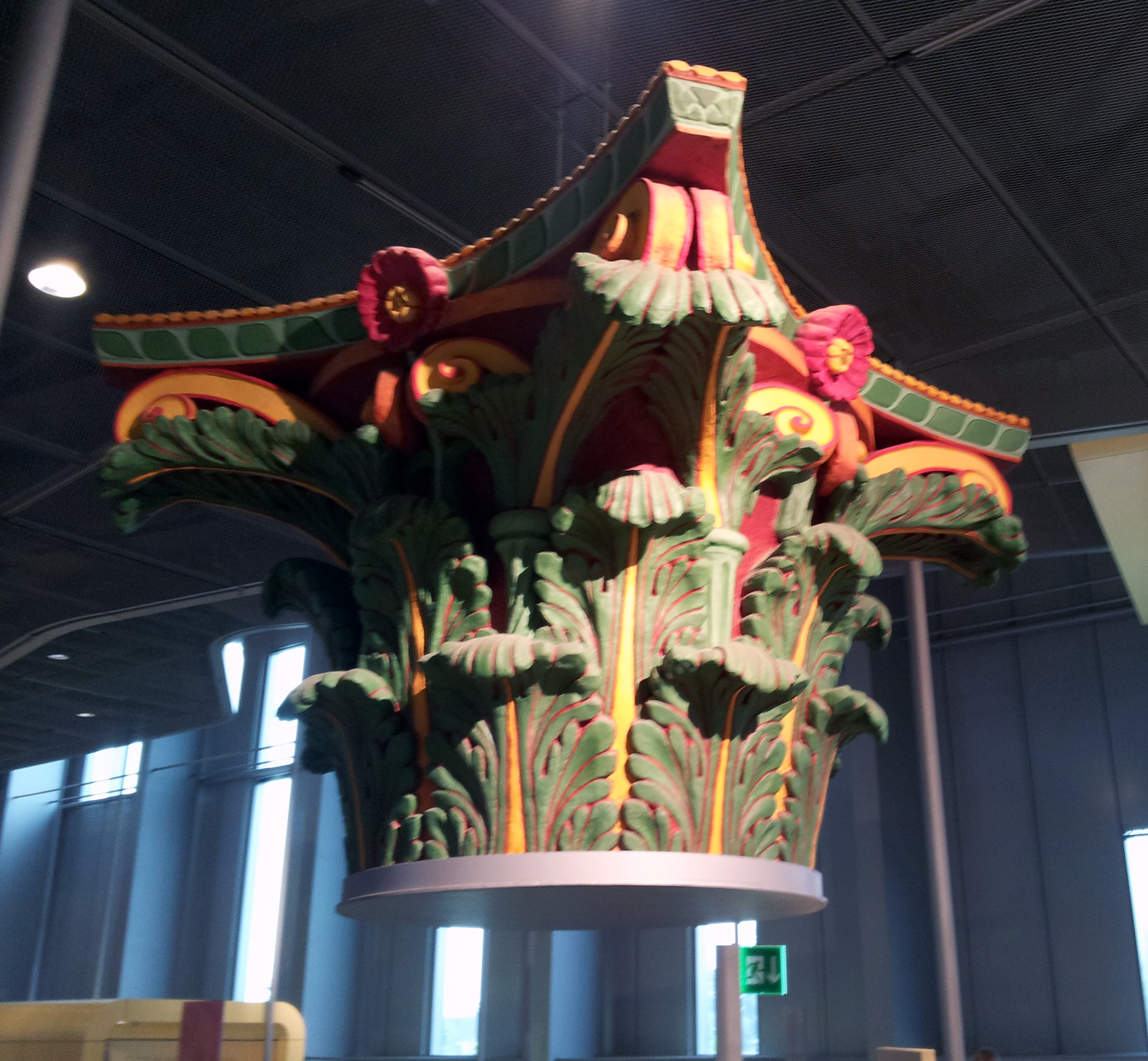
Korinthisches Kapitell
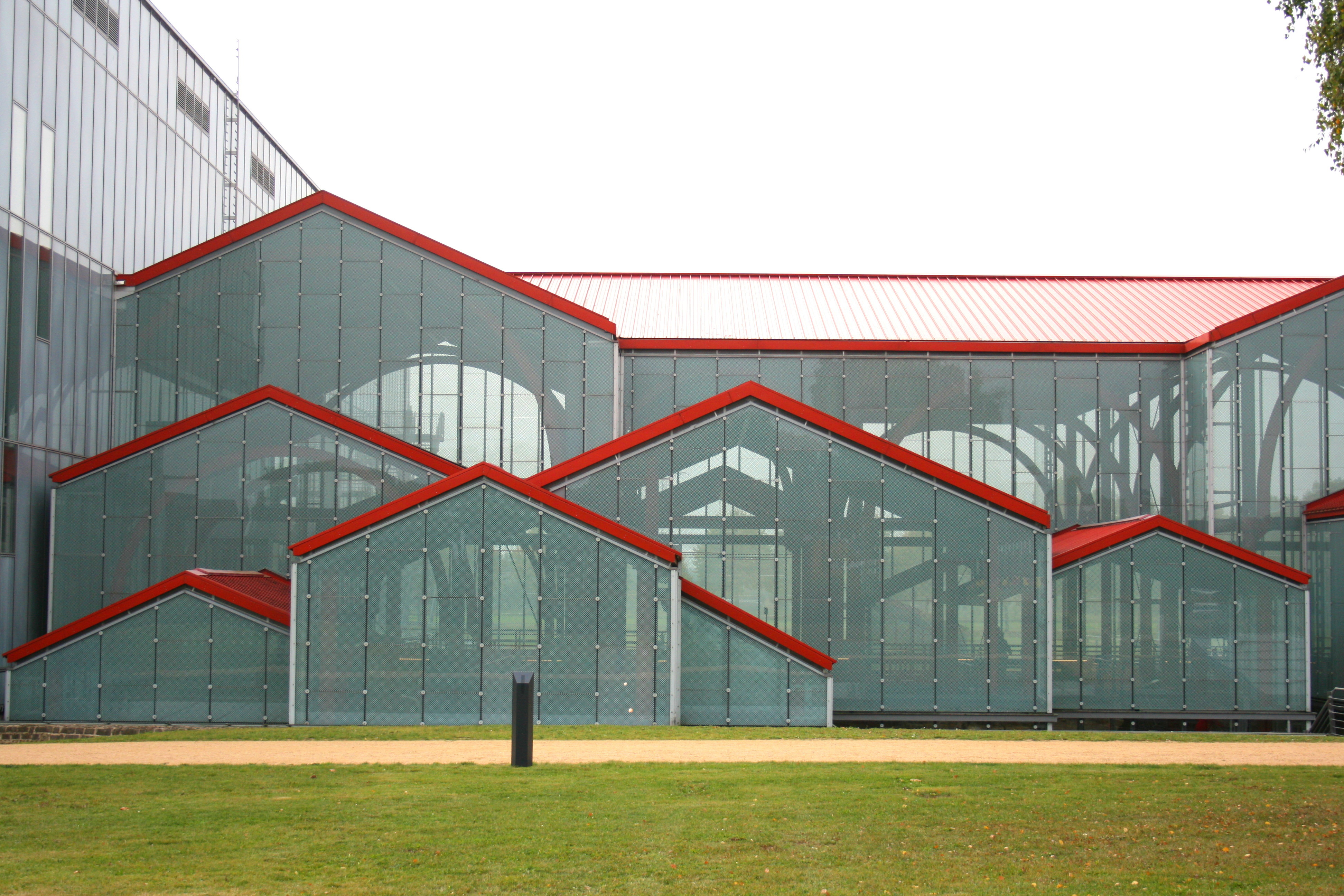
Der Thermenschutzbau
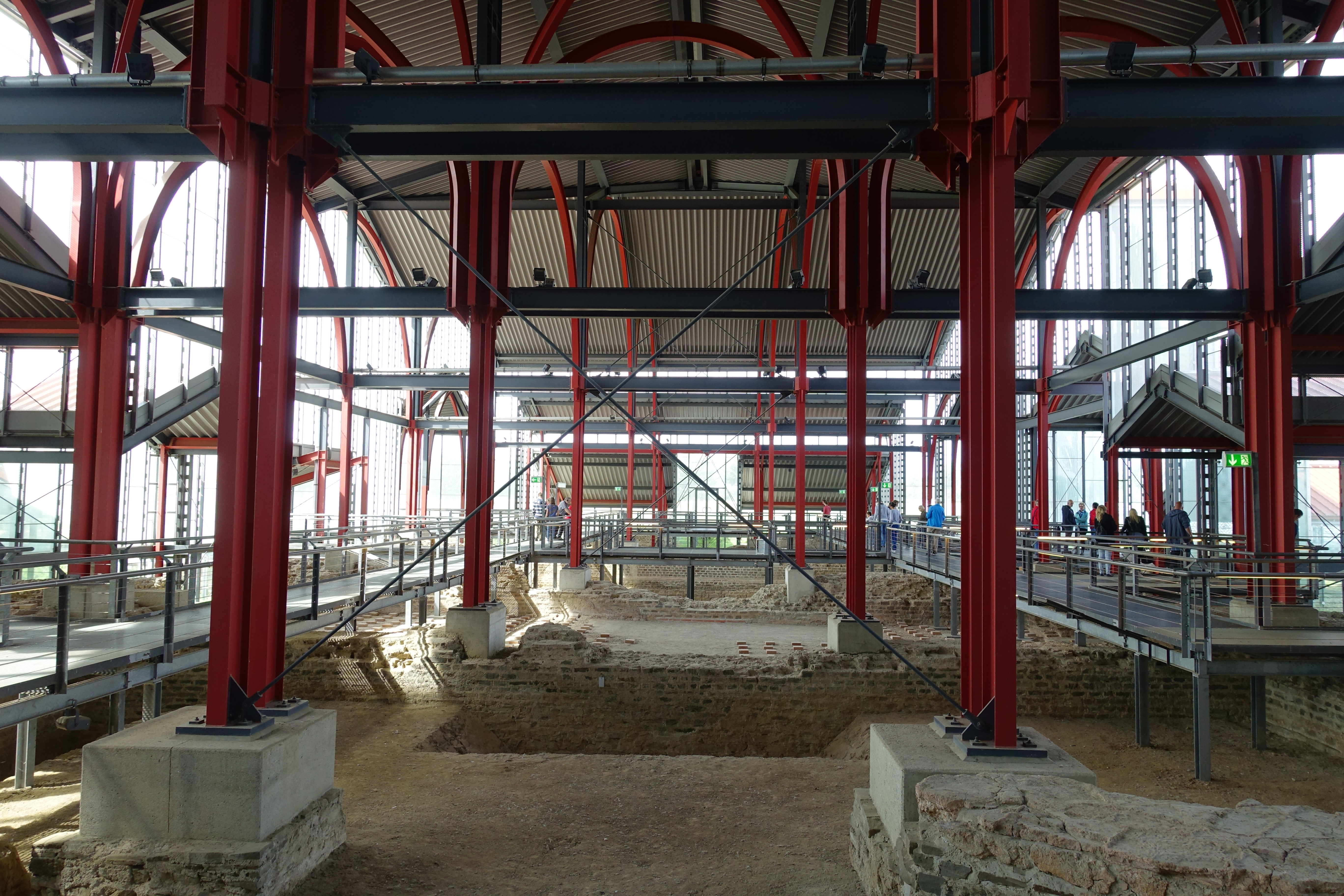
Im Schutzbau